# Jaskinia na Ścianie

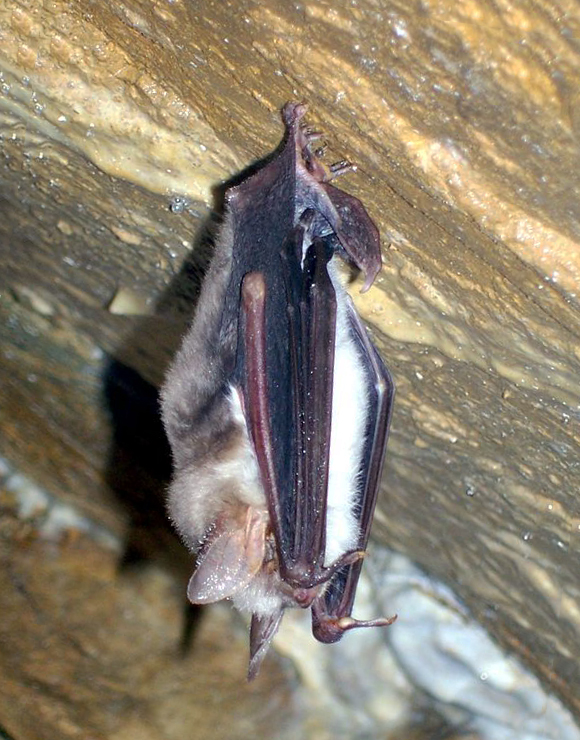
Nietoperz w Jaskini na Ścianie

Jaskinia na Ścianie (dawniej „Jaskinia Załom”) – jaskinia krasowa znajdująca się w złożu marmuru w pobliżu wsi Rogóżka (pasmo Krowiarki, Sudety Wschodnie), w południowo-zachodnim stoku góry Wapnisko (799 m n.p.m.). Według danych z 2005 roku jest piątą co do długości jaskinią w polskich Sudetach.

## Opis
Jaskinia jest położona na ścianie wyrobiska nieczynnej odkrywki, za wsią Konradów, na terenie zanikającej wsi Rogóżka. Otwór wejściowy zlokalizowany jest po lewej stronie ściany czołowej, kilkanaście metrów poniżej krawędzi wyrobiska, 41 m nad jego dnem. Dogodne, choć niezbyt bezpieczne jest trawersowe dojście od góry. Jaskinia zabezpieczona jest solidnym zamknięciem.
Otwór o wysokości 0,6 m prowadzi do korytarzyka o długości ok. 3 m i tej samej wysokości. Za nim znajduje się Sala Złomisk, osiągająca 25 m długości i 10 m wysokości, której spąg zasłany jest potężnymi głazami. Sala opada ostro ku północnemu zachodowi, na głębokość ok. 8 m, gdzie znajduje się labirynt przejść między głazami. Dalej dochodzi się do przewężenia, po którym napotyka się na kolejną Salę Wyrostków o wymiarach 34 m długości, 10 m szerokości i 12 m wysokości. Dno tej sali wyściela namulisko. Pomiędzy Salą Złomisk a Salą Wyrostków znajduje się ciasny labirynt korytarzyków, które stanowią dolny poziom jaskini. Sala Wyrostków kończy się ścianą z niskim otworem o szerokości 1 m. Jest to wejście do ciągnącego się ok. 20 m Korytarza Nadziei, przekopanego w namulisku przez grotołazów. Spodziewano się odkryć tu kolejne ciągi jaskiniowe. Prace nadal trwają, ich wynikiem są odkrycia kolejnych metrów jaskini.
Spąg jaskini pokrywają osady piaszczyste. Przy ścianach w Sali Wyrostków, na piaszczystym dnie, występują misy martwicowe w inicjalnej fazie tworzenia się. Na ścianach i stropie występują kalcytowe nacieki w formie stalaktytów i draperii – obecnie dość mocno zniszczonych. W okolicy otworu, który prowadzi do Korytarza Nadziei, znajdują się grzybkowate formy nacieków o rzadko występujących formach i rozmiarach. Tworzą się one w strefie mikroklimatu dynamicznego o większych amplitudach temperatury i wilgotności. Ich występowanie świadczy o tym, że Korytarz Nadziei intensywnie wymieniał powietrze z dalszymi, nieznanymi dzisiaj partiami jaskini.

## Geologia
Ciągi jaskiniowe powstały w wyniku działalności wody rzecznej i infiltracyjnej w marmurach – zmetamorfizowanych wapieniach pochodzących z proterozoiku. Złoże to wchodzi w skład Metamorfiku Śnieżnika. Eksploatowane było ono od XVIII w. do lat 60. XX wieku.
Zalegające w jaskini obfite osady mają miąższość do 4 m i występują zarówno we wnętrzu, jak i w strefie przyotworowej. Składają się one z piaskowca wapnistego, luźnych osadów grawitacyjnych (glin jaskiniowych) i luźnych, klasycznych osadów sedymentacji wodnej – żwirów i kilkucentymetrowych otoczaków. Ocena tych osadów wskazuje, że dolną granicą wieku sedymentacji jest pliocen, górną zaś – holocen.
Przypuszczalnie Jaskinia na Ścianie tworzyła dawniej jeden system z nieistniejącą już Jaskinią w Rogóżce – Wolmsdorferhöhle, która została odstrzelona w 1962 r.

## Flora i fauna
W pobliżu otworu wejściowego nie występują rośliny zielone. We wstępnych badaniach fauny stwierdzono:
- siedlisko rzadkich w Polsce i na świecie skoczogonków jaskiniowych, w tym kilka egzemplarzy Onychiurus schoetti (Lie Pettersen), uważanego za relikt okresu lodowcowego (trzecie stanowisko na świecie, a drugie w Polsce);
- kilka gatunków nietoperzy – przeprowadzone w 1990 r. liczenie wykazało przebywanie w niej 5 gatunków tych ssaków;
- pajęczaki w pobliżu otworu wejściowego.

## Odkrycie i badania
Jaskinia została odkryta 21 kwietnia 1985 roku przez grupę początkujących wówczas grotołazów z 6 Drużyny Harcerskiej „Trampy” (ZHP) z pobliskiego Stronia Śląskiego. W skład pierwszej grupy eksploracyjnej wchodzili: Dariusz Data (drużynowy), Dariusz Wyleciał, Robert Magierowski i Roman Zięba. Stało się to w 100 lat po odkryciu w tym samym kamieniołomie nieistniejącej już wówczas tzw. Jaskini w Rogóżce – Wolmsdorferhöhle. Po około dwóch miesiącach odkrywcy opublikowali informacje o swoim znalezisku. Nadali jej nazwę Jaskinia Załom, jednak w późniejszych źródłach pisanych jaskinia jest opisywana jako Jaskinia na Ścianie.
W lipcu tego samego roku jaskinię rozpoznawała grupa w składzie: Jerzy Bieroński, Teresa Wiszniowska, Włodzimierz Kucia i Stanisław Zieliński. Dr Teresa Wiszniowska rok później zorganizowała tu prace badawcze.